# Hemionitis stipitata
Hemionitis stipitata là một loài dương xỉ trong họ Pteridaceae. Loài này được Sm mô tả khoa học đầu tiên năm 1811.
Danh pháp khoa học của loài này chưa được làm sáng tỏ. 